# 34183 Yeshdoctor
34183 Yeshdoctor è un asteroide della fascia principale. Scoperto nel 2000, presenta un'orbita caratterizzata da un semiasse maggiore pari a 3,1280265 au e da un'eccentricità di 0,1844447, inclinata di 0,24575° rispetto all'eclittica.